# Muhlenbergia pauciflora
Muhlenbergia pauciflora är en gräsart som beskrevs av Samuel Botsford Buckley. Muhlenbergia pauciflora ingår i släktet muhlygräs, och familjen gräs. Inga underarter finns listade i Catalogue of Life.